# Perchlorylfluoride
Perchlorylfluoride is een toxische en corrosieve verbinding van chloor, fluor en zuurstof, met als brutoformule FClO3. De stof komt voor als een kleurloos gas met een karakteristieke zoete geur, dat slecht oplosbaar is in water. Het is een sterke oxidator en een mild fluoreringsreagens. Perchloryfluoride is het zuurfluoride van waterstofperchloraat.

## Synthese
Perchlorylfluoride wordt bereid door fluorering van een perchloraat. Antimoon(V)fluoride is hierbij een geschikt fluoreringsreagens:
{\displaystyle \mathrm {ClO_{4}^{-}\ +\ 3\ HF\ +\ 2\ SbF_{5}\ \longrightarrow \ FClO_{3}\ +\ H_{3}O^{+}\ +\ 2\ SbF_{6}^{-}} }

## Reacties
Perchlorylfluoride reageert met alcoholen, ter vorming van alkyl-perchloraten. Dit zijn uiterst schokgevoelige verbindingen. Met behulp van aluminiumchloride kan een ClO3−-groep in een aromatische ring gebracht worden via een elektrofiele aromatische substitutie.
Ondanks de lage vormingsenthalpie is de verbinding stabiel onder de 400 °C. Het reageert explosief met reductoren, anionen, amiden, metalen en hydriden.

## Toepassingen
Perchlorylfluoride wordt in de organische chemie aangewend als elektrofiel mild fluoreringsreagens. Het is onderzocht of het gas kan dienen als oxidator voor vloeibare raketbrandstof. In tegenstelling tot chloorpentafluoride en broompentafluoride heeft het een lagere specifieke stoot en geeft het minder aanleiding tot corrosie van de brandstoftanks.